# Regió Carib

Ubicació de la regió Carib de Colòmbia

La Regió Carib de Colòmbia és l'àrea continental i marítima més septentrional del país. Està situada en la part Nord de Colòmbia i d'Amèrica del Sud. El seu nom prové del mar Carib, amb el qual limita al nord. Els seus principals centres urbans són Barranquilla, Cartagena d'Índies, Santa Marta, Valledupar, Montería, Sincelejo i Riohacha.

## Geografia
Físicament, la Regió Carib està composta per una plana continental denominada Costa Carib o Atlàntica i les aigües i territoris insulars colombians en el mar Carib. La plana està situada al nord dels Andes i acaba en la Serra Nevada de Santa Marta per donar pas a la península de la Guajira. La regió està dominada pel delta del riu Magdalena i posseeix un litoral no gaire accidentat, des del golf de Urabá en direcció sud-oest a nord-est fins al golf de Coquibacoa. No obstant això, s'hi troben les majors alçades del territori colombià a la Serra Nevada de Santa Marta (cims Colón i Bolívar). Encara que la Regió Carib és predominantment plana, es caracteritza per la seva varietat ecològica, els ecosistemes de la qual van des del bosc sec de la Guajira fins a la selva humida de la regió del golf de Urabá. La regió és flanquejada per la serralada oriental, més exactament per la Regió muntanyenca de Perijá, la qual serveix de límit natural amb Veneçuela. A part del territori continental, la Regió Carib colombiana comprèn extenses aigües territorials en el mar Carib.

### Subregions
Les subregions de la regió Carib són les següents:
- Península de la Guajira.
- Valls de l'alt Cesar i de l'alt Ranchería
- Serra Nevada de Santa Marta.
- Delta del riu Magdalena.
- Montes de María.
- Sabanes de Córdoba, Sucre i Bolívar.
- Valls al·luvials dels rius Sinú i San Jorge.
- Depressió momposina.
- Regió de la Mojana
- Golf d'Urabá.
- Aigües territorials del mar Carib.

### Fauna i flora
A causa de la diversitat del clima de la regió és molt gran la varietat d'espècies animals i vegetals que s'hi troben. Moltes d'aquestes espècies es troben en via d'extinció (com els manatíes i la guartinaja). Entre els animals més predominants es troben el tigrillo, el mico tití, la guacamaya i diverses espècies de serps. cal destacar que també en els rius es troben espècies com el bocachico i el caiman.
La flora de la regió és molt exòtica, existeixen espècies úniques com el manglar que a la regió es troba en grans quantitats. En els erms de la Serra Nevada es troben també frailejones; la serra posseeix varietat de climes, des del clima càlid fins a un clima temperat, no gaire lluny de la platja. En els mars i especialment a les illes de La nostra Senyora del Rosari prop de Cartagena es troben grans esculls de corall (encara que aquests no pertanyen a la flora).

### Parcs naturals

Parcs nacionals naturals del Carib colombià.

Parc nacional natural Illes Corals del Rosario i Sant Bernardo
Parc nacional natural Paramillo
Parc Nacional Natural de Tayrona
Parc nacional natural Serra Nevada de Santa Marta
Parc nacional natural Macuira
Parc nacional natural Old Providence McBean Lagoon
Santuari de fauna i flora Pantà Gran de Santa Marta
Santuari de fauna i flora Los Colorados
Santuari de fauna i flora els Flamencs
Santuari de fauna i flora El Corchal El mico Hernández
Via Parc Illa de Salamanca

### Hidrografia
Rius
Els principals rius de la regió són el Magdalena, el Cauca, el Sinú, el San Jorge, el Cesar, l'Atrato i el Ranchería.
Llacunes i pantans
A la regió Carib també existeixen superfícies d'aigua dolça de gran extensió. Entre elles, cal esmentar la més important: la Ciénaga Grande de Santa Marta.
Entre els pantans més importants estan:
- Ciénaga de Zapatosa, en el curs del riu Cesar.
- Ciénaga de Ayapel, Córdoba, al curs del riu San Jorge.
- Ciénaga Betancí, a Córdoba, a la part alta del riu Sinú.
- Ciénaga de Lorica, també a Córdoba, al Baix Sinú.
- Embassament del Guájaro.

## Govern
Des de 2010 s'avança un projecte amb el qual la Regió Carib obtingui autonomia política i administrativa a Colòmbia, buscant així una forma de govern en la qual hi hagi autoadministració, autodeterminació, automanejo dels assumptes públics per part de la regió sense dependre en les seves decisions fonamentals d'un govern central.
La Regió Carib s'albira com una secció territorial que pugui autogobernarse, que tingui una major capacitat per promoure el seu propi desenvolupament, per planificar, administrar els seus recursos i per invertir tot el que correspon al seu procés de desenvolupament econòmic, social i cultural.

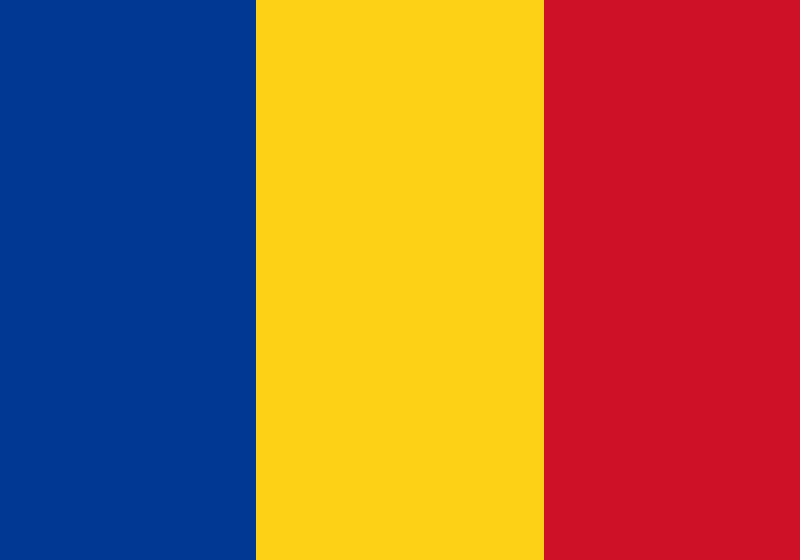
Bandera no oficial.

Es preveia pel 10 d'octubre de 2010 la realització d'una consulta pedagògica amb l'objectiu d'obtenir el respatller ciutadà per a la promoció de l'autonomia regional. No obstant això, es va aprofitar la data del 14 de març de 2010, en què es van celebrar les eleccions legislatives, per efectuar aquesta consulta. La papereta Carib va comptar amb 2.502.726 vots, amb els quals s'insta al Congrés Nacional al fet que desenvolupi una llei orgànica que institueixi un ens territorial autònom que abasti tota aquesta regió, amb la finalitat de promoure el desenvolupament econòmic i social, tot això dins de l'Estat i la Constitució colombiana.

## Divisió política
Aquesta àrea està conformada pels següents vuit departaments:
| #     | Departament      | Població (hab.) | Capital            |
| ----- | ---------------- | --------------- | ------------------ |
| 1     | Atlántico        | 2'603.027       | Barranquilla       |
| 2     | Bolívar          | 1'849.083       | Cartagena d'Índies |
| 3     | Cessar           | 1'004.064       | Valledupar         |
| 4     | Còrdova          | 1'658.090       | Montería           |
| 5     | La Guajira       | 902.386         | Riohacha           |
| 6     | Magdalena        | 1'235.425       | Santa Marta        |
| 7     | Sucre            | 834.927         | Sincelejo          |
| 8     | Urabá antioqueño | Apartadó        |                    |
| 9     | Urabá chocoano   |                 |                    |
| Total | Regió Carib      | 10'162.169      |                    |

Igual que la resta de Colòmbia, a la Regió Carib existeix una xarxa de ciutats, dues de les quals figuren entre les cinc principals del país; Barranquilla, la més extensa i poblada del Carib colombià i quarta del país, amb un nombre d'habitants d'aproximadament 1.987.989 a la seva Àrea Metropolitana de Barranquilla que inclou al municipi de Soledad (655.734 hab.); i Cartagena amb 868.545 habitants aproximadament, constitueixen importants centres urbans amb una indústria desenvolupada i amb infraestructura de transport, comunicacions i comerç de primer ordre; aquestes són seguides per les ciutats de, Santa Marta, destacada per les seves facilitats portuàries i indústries lleugeres, amb una població voltava als 500 mil habitants; Montería i Valledupar, de grandària i població similars, al voltant dels 400.000 habitants, constitueixen importants centres agroindustriales, ramaders i culturals, trobant-se ambdues ciutats en l'actualitat en un període d'expansió econòmica i demogràfica amb les taxes de creixement demogràfic més altes de la regió; Sincelejo i Riohacha complementen la xarxa de ciutats primàries, ambdues també amb població similars (300.000 hab.); la resta del sistema urbà és conformat per poblacions ribereñas i unes altres de vocació agropecuària disperses per la regió sent les de major població: Magangué, Sabanalarga (Atlántico), Uribia, Maicao, Santa Creu de Lorica, Malambo, Pantà, Sahagún, Corozal, Plat, Cereté, Montelíbano, El Carmen de Bolívar, Tierralta i Planeta Rica.

## Demografia

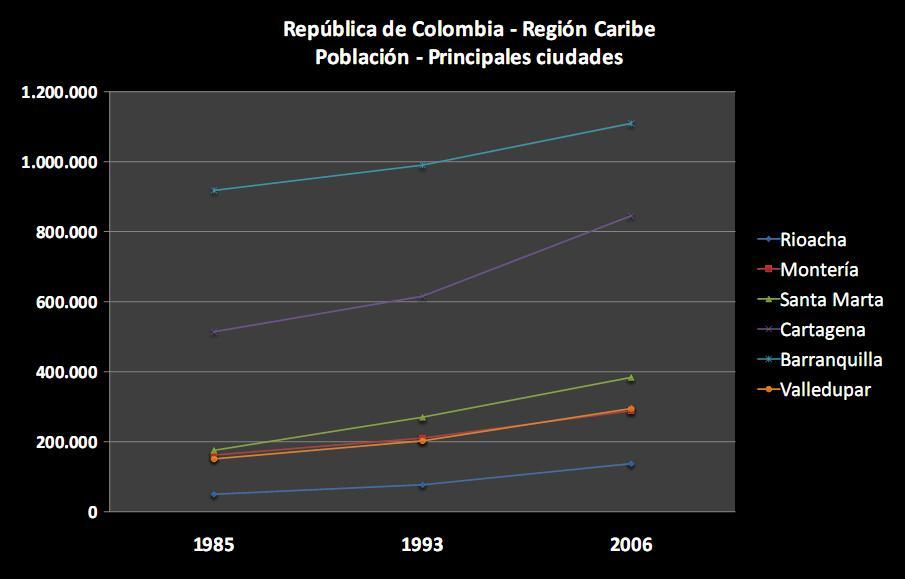
Població de les principals ciutats del Carib Colombià.

Els habitants del Carib colombià són el resultat de la mescla racial i cultural dels pobles aborígens que des de temps mil·lenaris habiten la regió, amb els individus blancs de nacionalitat espanyola que van arribar al Carib colombià en 1499, els qui al seu torn van introduir a Amèrica a individus de raça negra de diverses tribus africanes en qualitat d'esclaus.
Sumat a l'anterior, en l'últim terç del segle xix immigrants de Palestina, Líban, Síria i Jordània (majoritàriament cristians, però també musulmans), i en menor mesura nord-americanes, holandesos del Carib, italians, francesos, alemanys, cubans, veneçolans i jueus (sefardíes i ashkenazis) van ingressar al país pels ports de Port Colòmbia, Santa Marta, Cartagena d'Índies i Riohacha. Des d'aquesta època també ha estat important la immigració de gents de l'interior andí de Colòmbia, especialment dels departaments de Santander i Antioquia, situació que es va mantenir durant tot el segle XX i es va accentuar en la primera dècada del XXI.
Totes aquestes aportacions han donat origen a una idiosincràsia pròpia, similar a la dels veïns de la conca del Carib hispà (Cuba, República Dominicana, Panamà, Puerto Rico i zones costaneres de Veneçuela), i diametralment diferent de la dels seus compatriotes de la resta del país (andins, llaneros i inclusivament de la dels seus similars pacífics).
El grup ètnic predominant en aquesta regió és el marró, mescla dels grups indígenes que habitaven la regió, la població blanca principalment d'origen espanyol i els negres portats com a esclaus. Hi ha certs nuclis amb molta població indígena, per exemple els wayúu en la Guajira. Actualment sobreviuen unes poques tribus i la majoria es dediquen a la cria de bestiar caprí. En la Serra Nevada sobreviuen grups com els ika (arwacos) koguis i arsarios.
En algunes localitats el percentatge de persones de raça negra és més significatiu, com a Cartagena o Sant Basilio de Palenque, considerat el primer poble lliure d'Amèrica.
Cal destacar el caràcter cosmopolita i multicultural de Barranquilla, ciutat que compta amb la presència de grups d'immigrants d'Orient Mitjà (sirians, libanesos, palestins i jordans), jueus, alemanys, italians, francesos, italians, nord-americans, anglesos i asiàtics del Llunyà Orient.
La majoria de la població se situa a les principals ciutats: Barranquilla, Cartagena, Soledad, Santa Marta, Montería, Valledupar i Sincelejo.
Els habitants del Cessar són considerats costeños a pesar que el departament no té costes sobre el mar Carib. Així mateix, gents que habiten en poblacions fins a 300 km del mar són considerades costeñas en virtut de la seva idiosincràsia, per exemple, els habitants de Sant Alberto, Cessar. Igualment es denomina costeños a individus que viuen a més de 100 msnm (les Muntanyes de María aconsegueixen els 1 000 msnm), i fins i tot els habitants de la Serra Nevada de Santa Marta, que sobrepassa els 5 000 msnm, són considerats costeños.
La població antioqueña i Chocuana presents en el Golf de Urabá són considerats també costeños.

### Cultura
A la complexa realitat del Carib colombià, una regió que ha deixat petjada indeleble en el desenvolupament de la modernitat colombiana, on van ocórrer i ocorren manifestacions culturals que enalteixen la cultura nacional, cal dirigir-li diverses mirades. Conscients que la veritable riquesa d'una nació està en la seva gent i que el desenvolupament és el desplegament d'una cultura, la posada en pràctica de la visió del món d'aquesta cultura, el OCC considera que una societat que no és capaç de pensar-se a si mateixa, de generar coneixement sobre si mateixa, d'apropiar-se del coneixement sobre si mateixa, d'avaluar-se a si mateixa, està cridada a desaparèixer. Per això, l'Observatori valora per igual tant un treball sobre la qualitat de vida i la pobresa de les gents del Carib com un altre sobre els recipients, empaquetatges, envasos i embalatges de la nostra utilería popular o sobre les pràctiques de les comunitats de pescadors artesanals.

### Música folklòrica
El ritme i dansa més important és la cumbia, que conjuga melodies indígenes i ritmes africans, i que des de la dècada de 1940 es va estendre a tota Amèrica Llatina sent adaptada en múltiples mescles regionals.
El porro és un altre important aire musical de la regió, especialment de les sabanes de Còrdova, Sucre i Bolívar. Té dues varietats: el porro tapao o puya i el porro palitiao o gaita.
De la regió de Valledupar és el vallenato, el gènere musical més conegut de Colòmbia des dels anys 1990, els exponents dels quals més importants han estat: Alejandro Durán, Rafael Escalona, Nicolás Mendoza, Alfredo Gutiérrez, Luis Enrique Martínez, Emiliano Zuleta, Diomedes Díaz, Jorge Oñate, Els Germans Zuleta, Calixto Ochoa, El Binomi d'Or, Carlos Vives, entre d'altres.
Tradicionals també són el mapalé, balli pura i exclusivament africà, el fandango, el gargot, el bullerengue, el chandé, el berroche, la guacherna, la tambora, la maestranza, les gaites, les pilanderas, la puya, el jalao, el passeig sabanero, el merecumbé.
Entre els exponents més coneguts dels diferents aires costeños estan Rufo Garrido, Pedro Laza i els seus Pelayeros, Els Gaiteros de Sant Jacinto, La Cumbia Soledeña, José Fangs, Pacho Galán, Totó la Momposina, Lluito Bermúdez, Els Corraleros de Majagual, Francisco Zumaqué, Mario Gareña, Joe Rierol, Antonio María Peñaloza, Nelson Pinedo, Petrona Martínez.
Popular també és la champeta, originària i típica de les zones deprimides de Cartagena.

### Mites i llegendes
Entre les llegendes més excel·lents es troben La Llorona, l'Home Caiman, la mariana, la Patasola, la Sirena en Valledupar i la de Francisco l'Home.

### Artesanies

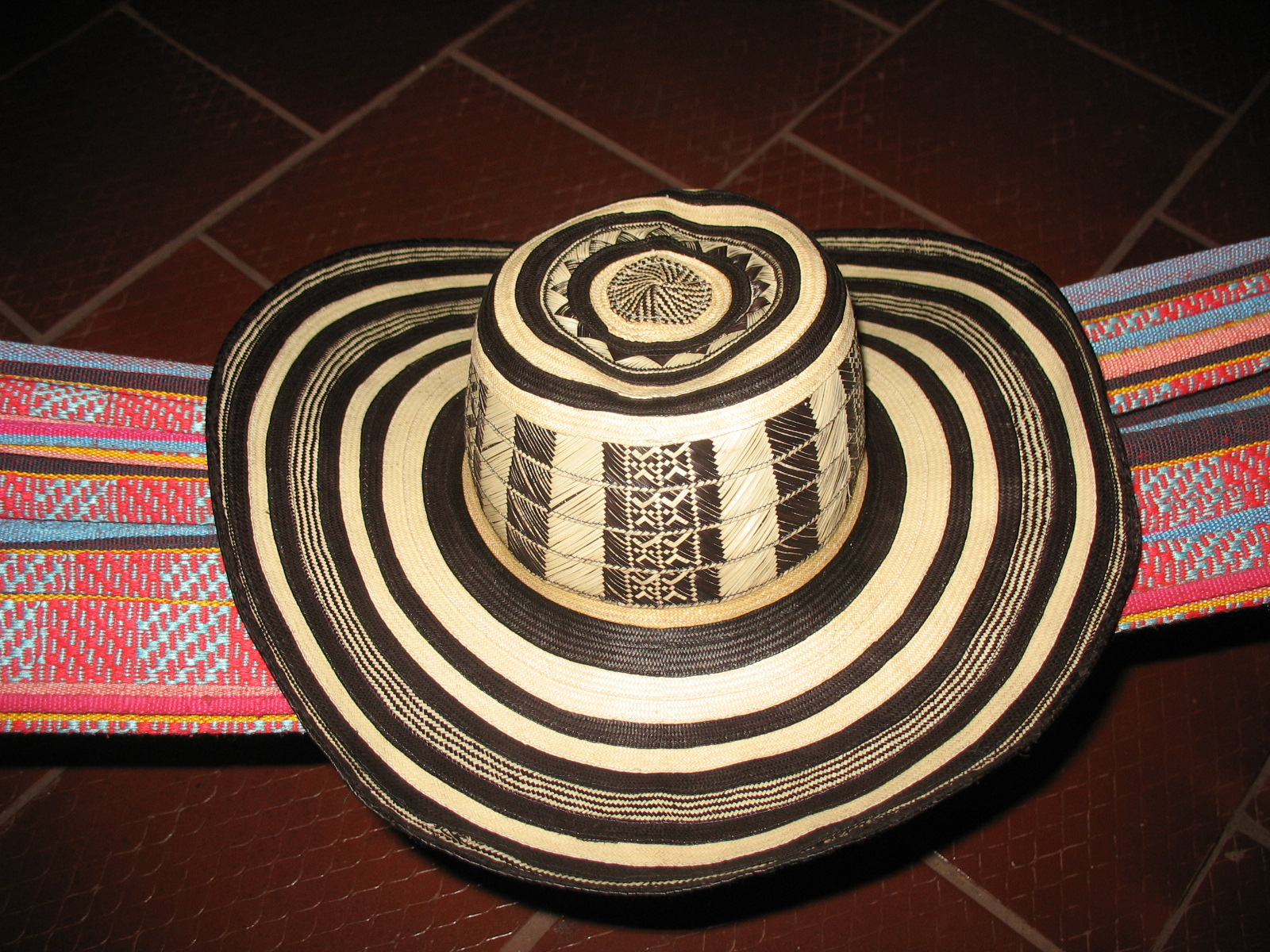
Barret vueltiao, símbol de la Costa i de Colòmbia.
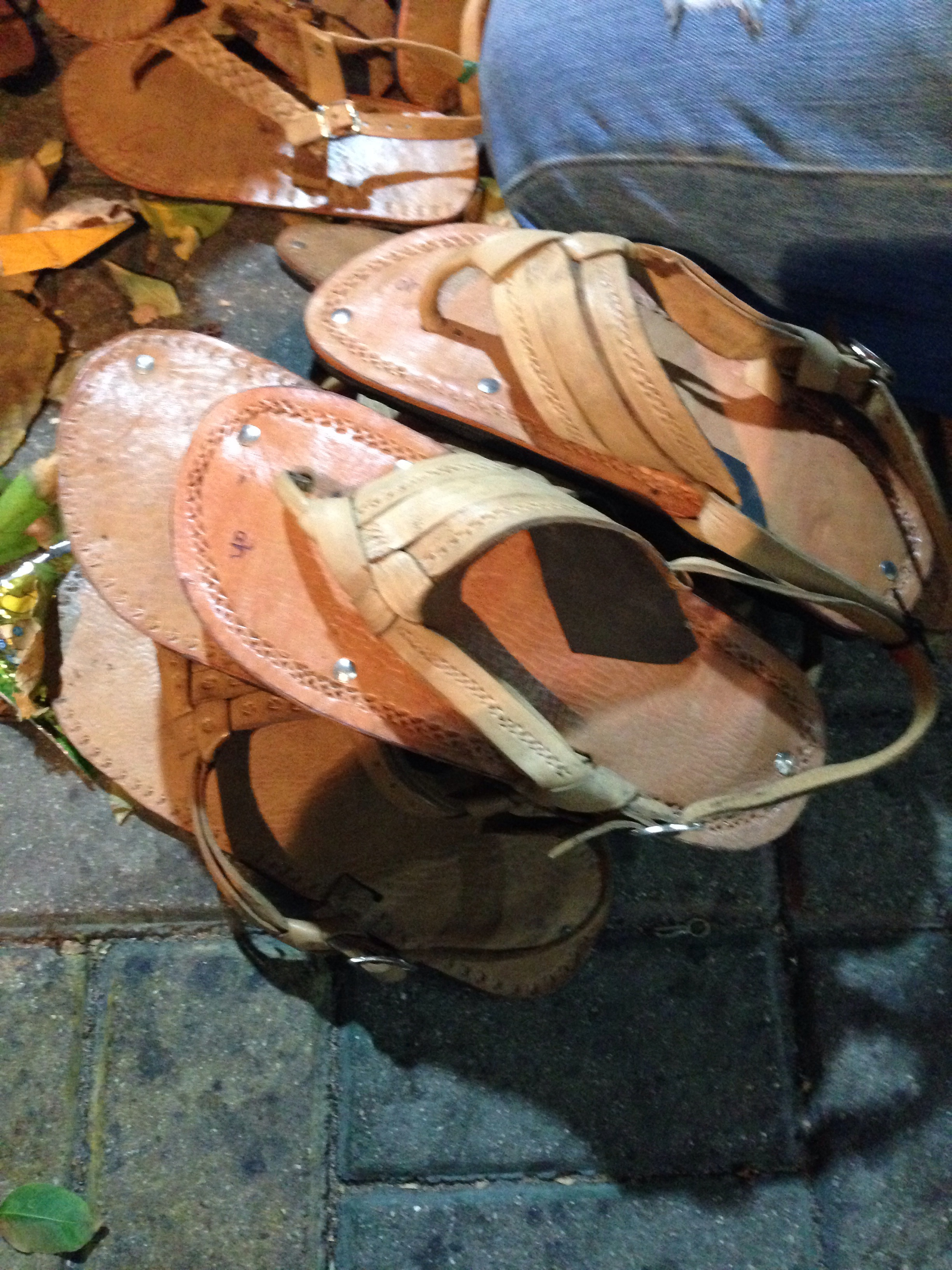
Abastes.
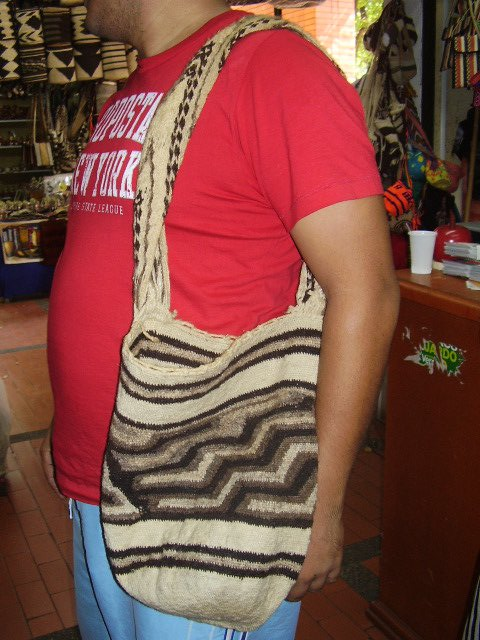
Motxilla arhuaca.

Sobresurten el barret vueltiao, declarat Símbol de Colòmbia pel Congrés Nacional, la motxilla arhuaca, les hamaques de Sant Jacinto, les abastes tres puntá i les peces wayú.

### Celebracions
Entre les celebracions populars més importants estan:

### Gastronomia
Plats com sancochos de sábalo, de bocachico, trifàsic, de guandú, de gallina, de costella, de cua, de mondongo, de fríjoles (caparró negre, zaragoza), malnom de formatge, rundown; peixos com la mojarra, el bocachico, el sábalo, el lebranche, el pagre, la serra, el chivo; mariscs com la gambeta, llagosta, llagostins, ostres, chipichipi; la carn en posta, guisada, rostida, puyada; el chicharrón; animals de muntanya en diferents preparacions com el chivo, carner, icotea, ñeque, guartinaja, pisingo, mico, armadillo, tortuga, tapir, cérvol, saíno; el friche; el ñame; la butifarra; tota mena de arepas, entre les quals sobresurt la arepa d'ou; la carimañola; les empanades, entre les quals sobresurt l'empanada amb ou cartagenera; els pastissos de massa o tamales i el pastís (d'arròs); el patacón; els bunyols de frijol caparró negre, els congrets de blat de moro, de angelito, de yuca i de plàtan; els diabolines, les almojábanas, els queques, el quibbe, la tallada de plàtan madur fregida, el formatge costeño, el sèrum atollabuey. Entre les begudes, refrescs de fruites fresques com anón, corozo, guanábana, mànec, marañón, tamarindo, guayaba, zapote, nespra, el boli, l'aigua de panela amb llimona, l'aigua d'arròs, l'aigua de blat de moro, entre d'altres. Arrossos de coco, de llisa, de pollastre, de fríjol caparró negre,arròs blanc, de fideus, de chipichipi i el cucayo. Dolços com l'alegria, el caballito, el enyucado, les cocadas, de icacos, de batata, la arropilla. Els rasguñaos (dolços a força de fruites i llegums) són consumits en major quantitat en la Setmana Santa, especialment en l'Atlàntic.

### Dialecte i llengües
Es pot parlar d'un sol dialecte a la regió, el qual fa part de l'espanyol del Carib, la base del qual més probable és el dialecte andalús, però que al seu torn presenta marcades diferències subregionals.
Els trets distintius de l'espanyol parlat a la regió són:
- L'aspiració de la /s/ abans de consonant i la seva pèrdua al final de paraula.
- La pèrdua de la /r/ final (com en els infinitius).
- L'aspiració de j, ge i gi: /h/.
- La caiguda de la /d/ intervocàlica (com en els participis).

Els subdialectes de la regió es poden dividir entre els quals presenten la característica coneguda com "copejar", que consisteix a geminar les consonants posteriors a l i r: copejar /gop.pear/, carregar /kag.gar/, calder /kad.dero/, calçat /kas.saðo/. Aquesta característica està present en les sabanes de Bolívar, Sucre i Còrdova i meitat meridional del departament de l'Atlàntic a partir de Sabanalarga, i absolutament absent en La Guajira, Cessar, Magdalena i en el nord de l'Atlántico.

## Economia
Es destaquen a Atlántico les activitats industrial, comercial, financera i de transport. En Bolívar és important l'activitat industrial, portuària,agrícola, ramadera,minera i el turisme. Val la pena destacar l'explotació de minerals com el carbó del Serradell i Ferroníquel en Cerromatoso en Montelíbano, igual que el gas natural. Té lloc igualment l'explotació de sal en Manaure i Galerazamba. Els principals cultius de la regió són el plàtan, el cotó, el banano, l'arròs, el cafè, el cacau, la yuca, palmell d'oli africana i les fruites.
També és molt important la ramaderia que es desenvolupa en les planes dels departaments de Còrdova, Magdalena, Bolívar, Sucre, Atlántico i Cessar.
La ramaderia de boví es desenvolupa en els departaments de Còrdova, Magdalena, Bolívar, Sucre, Atlántico i Cessar. En la Guajira es desenvolupa la criança de cabres.